# Phoma intricans
Phoma intricans är en lavart som beskrevs av M.B. Schwarz 1922. Phoma intricans ingår i släktet Phoma, ordningen Pleosporales, klassen Dothideomycetes, divisionen sporsäcksvampar och riket svampar.   Inga underarter finns listade i Catalogue of Life.